# Pteroglossus bailloni
El Arasarí banana o tucán banana (Pteroglossus bailloni) es  una especie de ave piciforme de la familia Ramphastidae.

## Taxonomía y sistemática
Esta especie perteneció formalmente al género monotípico Baillonius,  pero estudios realizados lo colocaron en el género Pteroglossus. El nombre científico de esta especie es en honor a Louis Antoine François Baillon, un naturalista francés.

## Descripción
Es un tucán de cola relativamente larga, con una longitud total de 35-40 cm. Es único entre los tucanes, por su color azafrán. La cola y el trasero son de color negruzco oliva. La grupa, la piel ocular y los parches en la mitad basal son verdosos, el pico rojo. El iris es amarillo pálido.

## Distribución y hábitat
Es endémico en el noreste de Argentina, sudeste de Brasil, este de Paraguay. Su hábitat natural es la selva tropical húmeda baja.

## Estado de conservación
Está amenazado por pérdida de hábitat, por lo que es considerada como una especie casi amenazada por la BirdLife International. Vive en varias áreas protegidas, tales como el Parque nacional de Itatiaia y Parque Estatal Intervales; ambos en el sudeste de Brasil.